# Djurlöss
Djurlöss (Phthiraptera) är en ordning i klassen insekter. Det finns omkring 5 000 kända arter som lever på 4 000 fågelarter och 800 däggdjursarter. De flesta är mycket värdspecifika. Djurlössen lever som ektoparasiter på däggdjur eller fåglar. De har reducerade ögon och är vinglösa. De genomgår en inkomplett metamorfos. Deras ben har kloliknande utskott som är anpassade för att klänga sig fast med. Huvudlusens ägg kallas för gnet (gnetter i plural).
Arterna saknar vingar och deras munverktyg kan vara specialiserade för att suga eller för att gnaga.

## Systematik
Ordningen djurlöss har traditionellt brukat uppdelas i två underordningar, Fågellöss (Mallophaga) och Äkta löss (Anoplura). Främsta skillnaden är att fågellössen har bitande mundelar, medan de äkta lössen har sugande mundelar. De engelska namnen ”chewing lice” respektive ”sucking lice” syftar på det. Mallophagerna lever mest på fåglar, men vissa arter förekommer på däggdjur. De livnär sig mest på hudavfall, fjädrar och hår, men vissa arter gnager i huden och kan suga blod. Anoplurerna lever endast på däggdjur och är uteslutande blodsugare. I äldre litteratur räknas Mallophaga och Anoplura ofta som två skilda ordningar.
Forskning har emellertid visat att gruppen Mallophaga är parafyletisk, och man räknar nu med fyra underordningar (se nedan), varav de första tre är den gamla gruppen Mallophaga.
Nyare forskning har dessutom visat att även ordningen Stövsländor (Psocoptera) är parafyletisk om inte djurlössen räknas dit. Djurlössen placeras numera ibland som en undergrupp till underordningen Troctomorpha hos stövsländorna (se artikel om stövsländor). ITIS placerar dock samtliga underordningar på samma nivå och jämställer alltså nedanstående fyra med de tre underordningarna av stövsländor. Vissa stövsländor liknar boklusen och förekommer ofta i fågelbon, och kanske har parasitismen uppstått på detta sätt.

### Amblycera
En stor underordning med bitande mundelar. Förekommer på både fåglar och däggdjur. Anses vara den primitivaste underordningen bland djurlössen. De rör sig fritt över hudytan till skillnad från andra löss, som sätter sig fast.

### Ischnocera
En stor underordning med huvudsakligen fågelparasiter, men en familj lever på däggdjur. Bitande mundelar, oftast långsmal kroppsform (anpassning till att vistas bland fjädrarna).

### Rhynchophthirina
Har en lång utdragen snabel med bitande mundelar (anpassning till tjockhudade värddjur). Ett släkte med tre arter. Elefantlusen Haematomyzus elephantis lever på elefanter, två andra arter på vårtsvin. 

### Anoplura
Äkta löss eller blodsugande löss, har sugande mundelar och lever uteslutande på däggdjur. Blodsugande ektoparasiter. Den högst utvecklade gruppen bland djurlössen. Har ca 500 arter i 15 familjer. De finns dock bara på ca 20% av alla placentala däggdjursarter, och saknas helt i flera däggdjursordningar.

## Betydelse för människan
Två arter av löss angriper människan: människolus med underarterna huvudlus och klädlus, samt flatlus. De kan överföra sjukdomar. Många andra arter har veterinärmedicinsk betydelse.
Mallophagerna har tidigare studerats mycket i syfte att försöka utreda släktskap bland fåglarna. Eftersom parasiterna är mycket värdspecifika kan man anta att de har utvecklats tillsammans med värdfåglarna, så att fågelgrupper som har liknande parasiter kan vara närbesläktade.

## Galleri

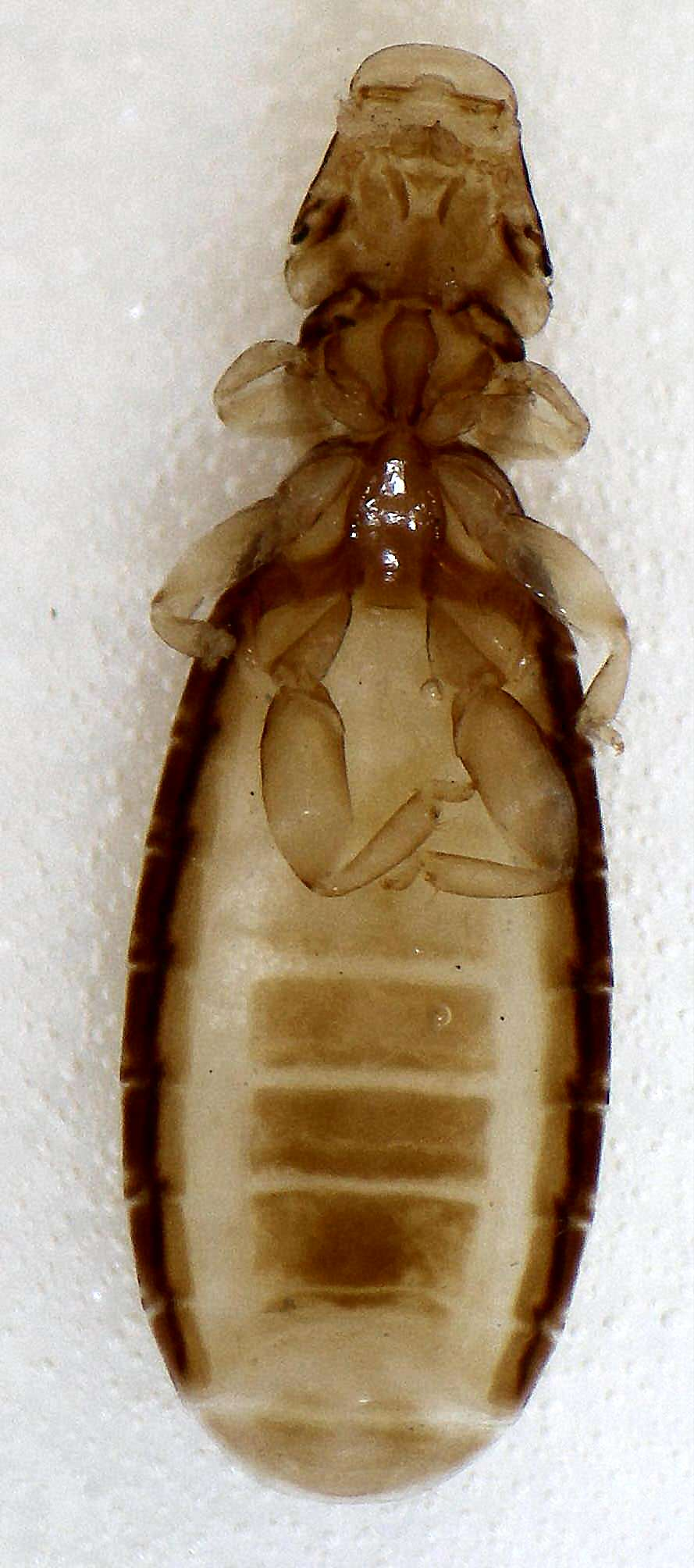
Amblycera:  Ricinus bombycillae  från sidensvans.
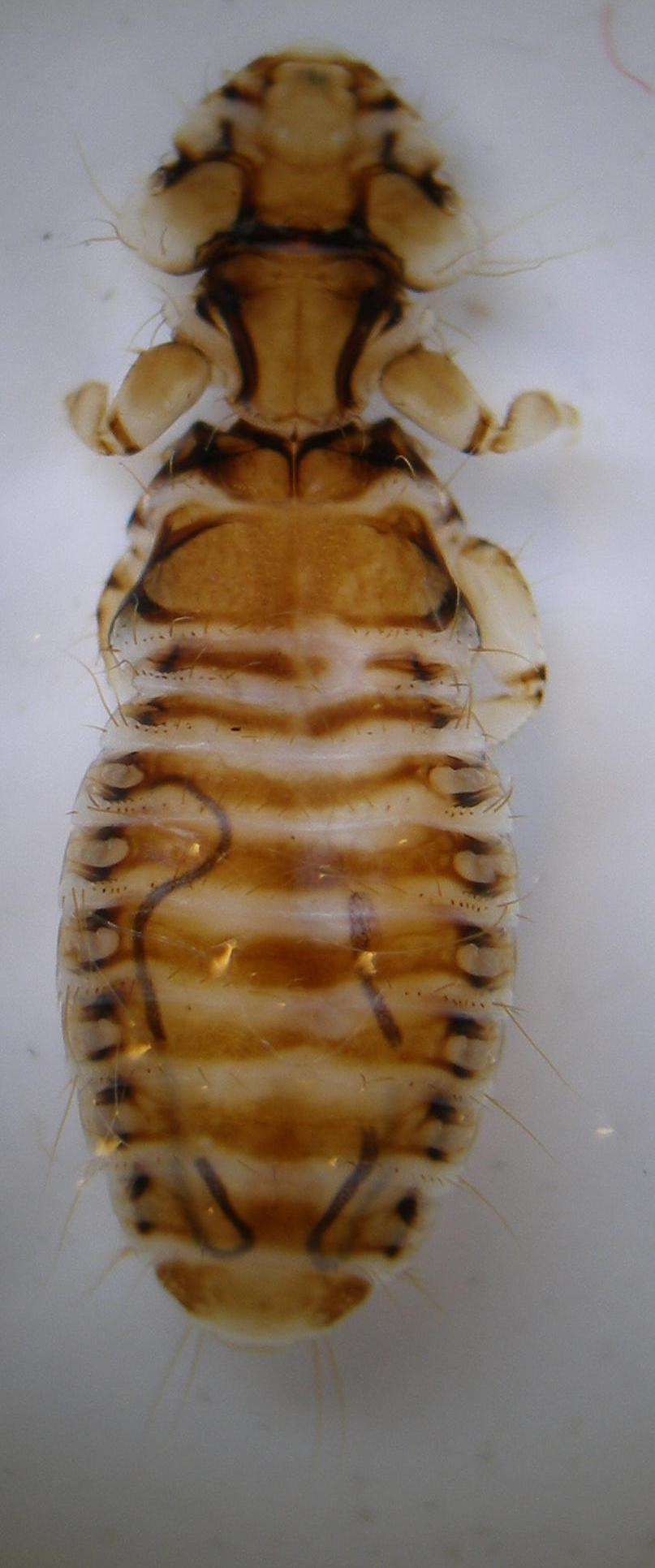
Amblycera: Trinoton anserinum från knölsvan.
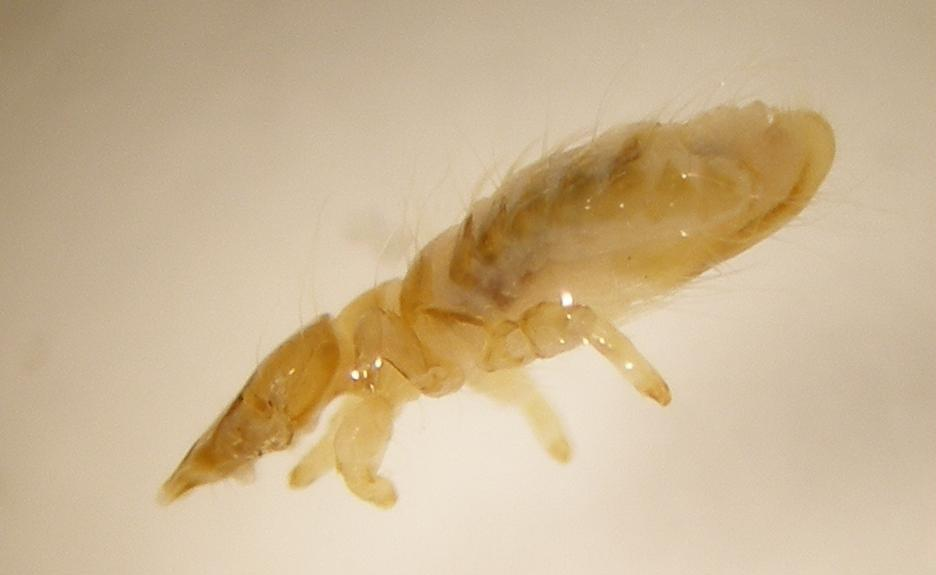
Ischnocera: Strigiphilus-art från slaguggla.
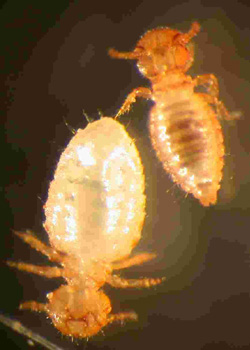
Ischnocera: Damalinia limbata från get. Upptill hane, nedtill hona.
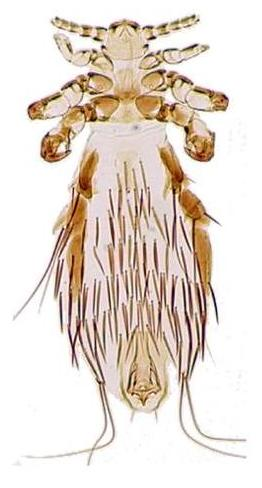
Anoplura:  Fahrenholzia pinnata från gnagare.
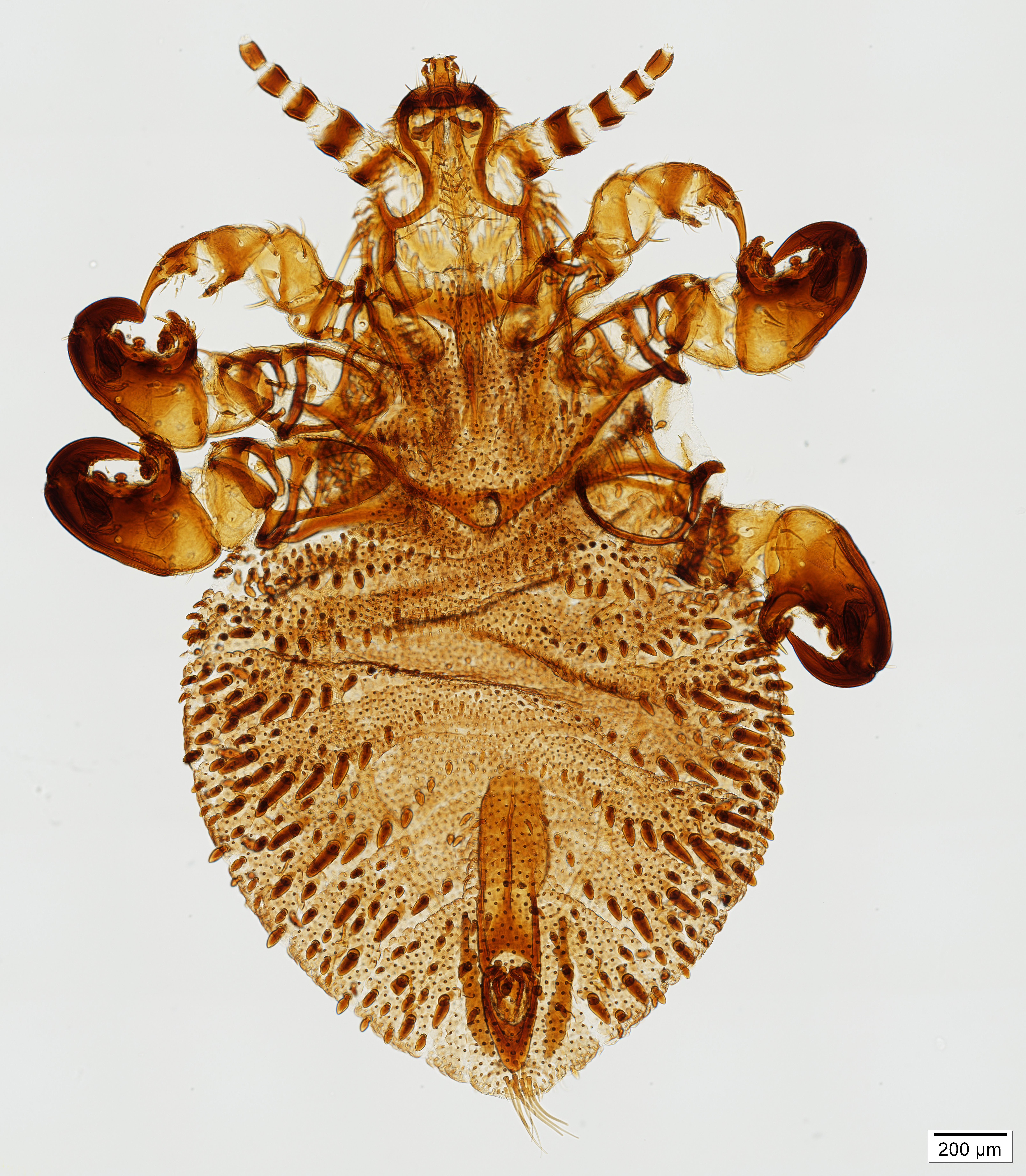
Anoplura:  Antarctophthirus trichechi från valross.